# 外国势力在华发行货币史

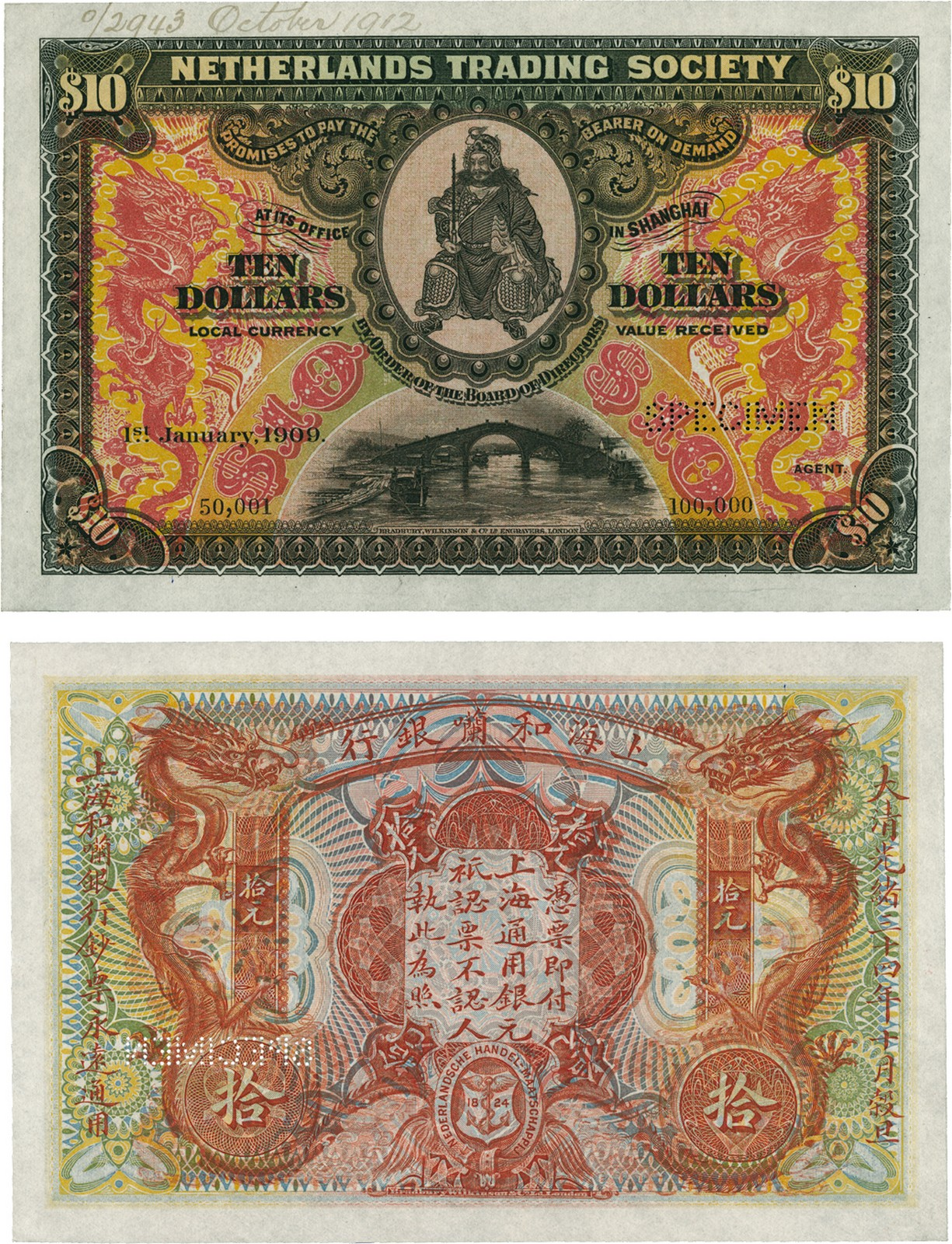
上海和囒银行10元钞票

外国势力在华发行货币史，是指外资银行、中外合办银行、傀儡政权银行以及外国军队等外国势力在中国（包括各国在华租界）发行货币的历史。
根据所用单位的不同，可将外国势力在华发行的货币分为两类，制钱票、银两票和银元票等采用中国货币单位的为一类，采用外国货币单位的为一类。

## 英国
1845年，英国的丽如银行在香港设立分行，在广州设立分理处，其后又在上海和福州等地设立分行，成为第一家进入中国的外资银行。
其后英国的汇隆银行、呵加剌银行、有利银行、麦加利银行、汇川银行、利生银行、利华银行、利升银行相继进入中国。
1865年，汇丰银行在香港成立，其投资人主要是英国洋行，还有美国、德国、印度、丹麦等国的洋行，是第一家总部设于香港的英资银行，同年在上海設立分行。
1866年，发生席卷全球的金融恐慌，很多英资银行停止了中国业务甚至直接倒闭，仅剩丽如银行、有利银行、麦加利银行和汇丰银行仍在中国活动。:2-4
英国德丰银行于1872年至1878年间进驻上海、福州、汉口、厦门等地，1883年撤出上海，业务由华记洋行代理，存续时间不长，也没有发行货币。:4丽如银行在1870年代达到发展极盛时期，但随着汇丰银行的崛起，经营每況愈下，在1884年停业清理。
英国惠通银行和中华汇理银行分别于1890年和1891年在中国成立。先期进入中国的银行也不断进行扩张，在各大通商口岸增设了分支机构。:5-6
到清朝末年，在华营业的英国银行有有利银行、麦加利银行和汇丰银行三家。北洋政府时期，虽然其他各国银行也相继进入中国，但英国银行仍占主导地位，其中汇丰银行实力最强。:6
丽如银行从1846年进驻香港开始就发行钞票，1857年该行的钞票成为香港合法货币。汇隆银行曾印制有上海地名券，但已发现的仅有试印票，可能从未正式发行。英国各银行发行的纸币流通于英国在华的势力范围，即香港、上海、广州及华南部分大中城市等地。:15

## 法国
第二个让其金融机构进入中国的国家是法国，被称为“法兰西银行”的巴黎贴现银行于1860年在上海设立分行。法国东方汇理银行于1894年在香港设立分行，之后又在上海、北京、天津等地设立分行，接收法兰西银行的在华业务。:5-6一战后，中法合办的中法实业银行和中法振业银行设立，中法实业银行的法方股东是东方汇理银行。:8-9上海法兰西银行、东方汇理银行、中法实业银行和中法振业银行都曾在中国发行过纸币。:15

## 德国
德国的德意志银行于1872年在上海设立分行，因银货交易损失于1875年清算，存续时间不长，没有发行货币。1889年，德国成立专门对华资本输出的德华银行，该行总行设于上海。:4-6德国在华金融力量受第一次世界大战影响有所减弱，德华银行于1917年为中国政府清算接收。德华银行和北洋保商银行曾在中国发行过纸币。:15

## 俄国、苏联
俄国对外贸易银行于1876年在上海设立机构，1883年撤出，存续时间不长，没有发行货币。1895年，名义上中国、俄国、法国合办，实际上由俄国控制的华俄道胜银行成立，在中国发行了多种货币。:4-6
1945年8月，苏联对日宣战，出兵中国东北和朝鲜半岛；8月15日，日本投降，24日，为筹集军费，苏军开始自行印制军用票。12月11日，也就是苏联红军票发行将近四个月之后，中华民国财政部长俞鸿钧与苏联驻华大使彼得罗夫签订财政协定，苏联红军票成为中国东北地区的法定流通货币。

## 日本
最早进入中国的日本银行是东京第一国民银行，该行于1880年在上海设立分行，存续时间不长，没有发行货币。
1880年，横滨正金银行成立后在中国东北地区特别是南满发展迅速，先后在营口、大连和沈阳等地设有分行，并于1893年进驻上海。
甲午战争后，台湾成为日本殖民地，日本于1899年成立台湾银行，该行于1911年在上海设立分行，之后又在福州、汕头、厦门等地设立分支机构，主要面向闽粤两省。
1909年，朝鮮銀行在安东设立办事处。一战期间，横滨正金银行在青岛设立分行。1913年，朝鲜银行在奉天设立分行，之后在东北各地设立了十几个分行，1917年在青岛，1918年在上海、天津和济南设立分行。住友银行、三井银行和三菱银行也在这一时期进入中国。
1917年，横滨正金银行的发钞权转授给朝鲜银行。日本还在东北设立了大连商业银行、哈尔滨银行、开源银行等二十几家不设分支机构的地方性银行，这些地方性银行主要是负责向当地输出资本，没有发行货币。
从1914年到1926年，日本在中国设立银行28家75个分支机构。:6-8一战后，中日合办的中华汇业银行设立，其日方资本来自兴业、朝鲜和台湾三家银行。:8-9

## 美国
美国金融机构进驻中国较晚，但1887年美国曾提出了极具野心的“米建威计划”，即中美合作建立总部位于天津的华美银行，并在上海、费城、伦敦设分行，初设资本中美各半，中方的一半通过向美国借款和在美国发行公债筹得，并规定该行负责的业务包括经理贷款、发行货币、经理国库等，意图垄断中国金融市场，由于遭到了英国、法国、德国等国的反对，以及中美两国内部也未达成统一意见，计划最终流产。:5
19世纪时期，当墨西哥比索取代西班牙银圆成为主要流通银币后，美国的银元渐渐在华没有了市场。从19世纪60年代开始，白银因产量上升导致价格回落，约翰·杰伊·诺克斯在同他人商议后提议发行银元，与墨西哥比索和西班牙银圆竞争大清帝国市场，这之后貿易銀元应运而生。
1902年，美国的花旗银行在上海设立分行，负责经理“庚子赔款”事宜，并为美国对中国和菲律宾贸易提供服务。:5一战期间和战后几年间，美国迅速扩张在华金融势力，新设运通银行、友华银行、大通银行和汇兴银行等9家银行25个分支机构。一战后，中华懋业银行和美丰银行等中美合办银行建立。:8花旗银行、友华银行、中华懋业银行和美丰银行曾在中国发行过纸币。:15

## 其他
1902年，比利时的华比银行在华设立机构。1903年，荷兰贸易公司“尼德兰商社”进驻上海，曾以上海和囒银行的名义发行货币。:5-6一战后，中国、挪威和丹麦合办的华威银行设立。:8